# Belinda De Camborne Lucy
Belinda De Camborne Lucy, née le 15 octobre 1976 à Sheffield, est une femme politique britannique.

## Biographie
En juin 2013, Belinda De Camborne Lucy est nommée au Conseil d'administration de l'association Give Us Time, un poste dont elle a démissionné le 4 juin 2019.
En 2019, elle est élue députée européenne du Parti du Brexit.

### Carrière politique
Aux élections européennes de 2019, elle est, avec Nigel Farage, Robert Rowland et Alexandra L. Phillips, une des quatre députés du parti du Brexit élus dans la circonscription d'Angleterre du Sud-Est.

## Vie privée
Belinda De Camborne Lucy est mariée avec Raymond McKeeve, qui travaille dans le capital-investissement, et ils ont quatre enfants,.